# 空山基
空山基（日语：／ Sorayama Hajime，1947年2月22日－）是一位日本插畫家，出生于爱媛县今治市。
他早年就读于爱媛县立今治北高等學校，畢業後，於1965年进入四国学院大学文学院英语系，修讀英国文学和希腊文学。1967年，他进入中央美术学园学习美術。 1969年毕业，並在广告公司工作。1971年，作为独立插畫家单干。从那时起，他描绘具情色性和金属质感的"性感机器人"，並在世界各地广受好评。他还設計了由索尼开发的娱乐机器人AIBO。

## 作品图集

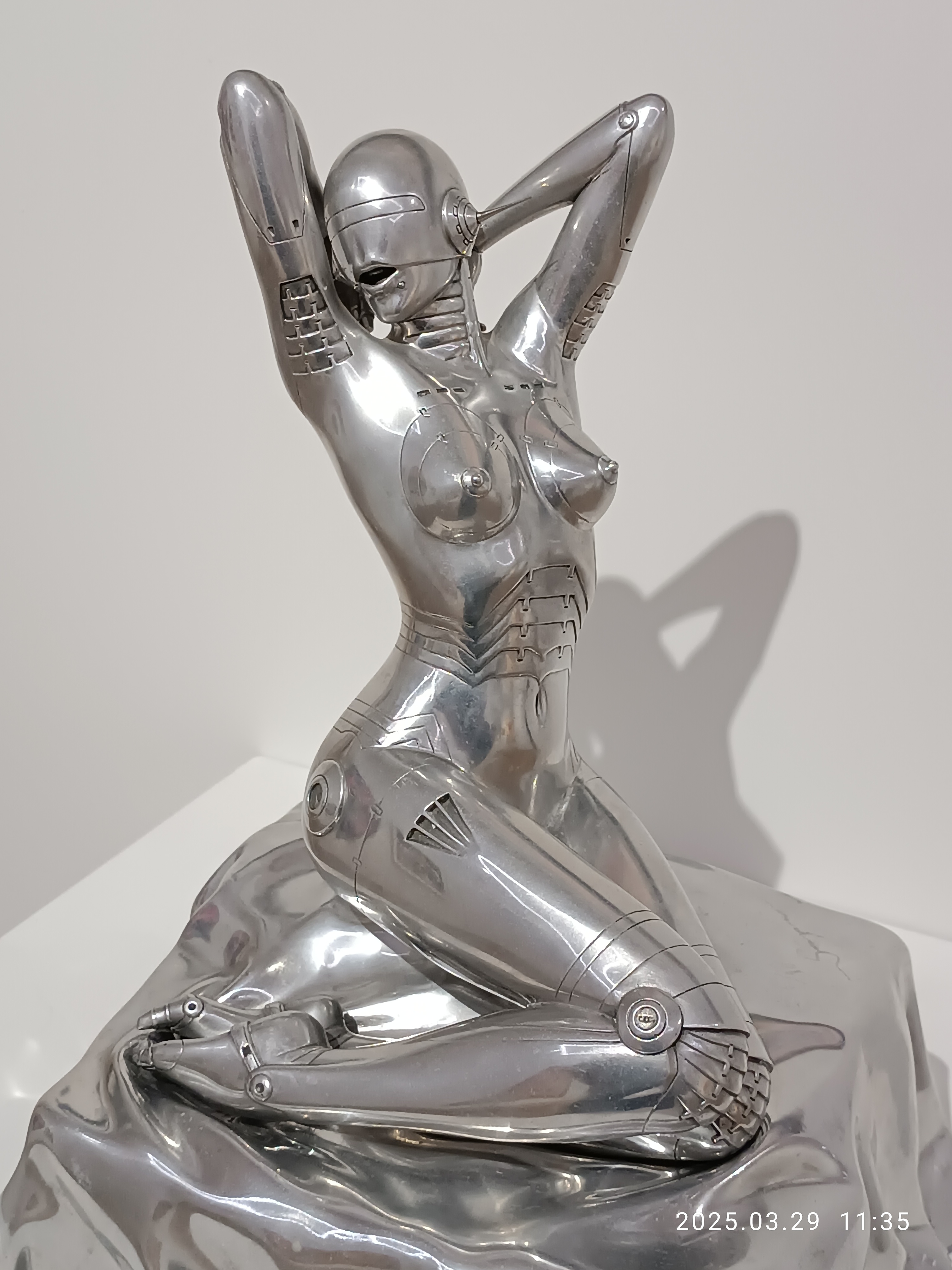
Sexy Robot model A
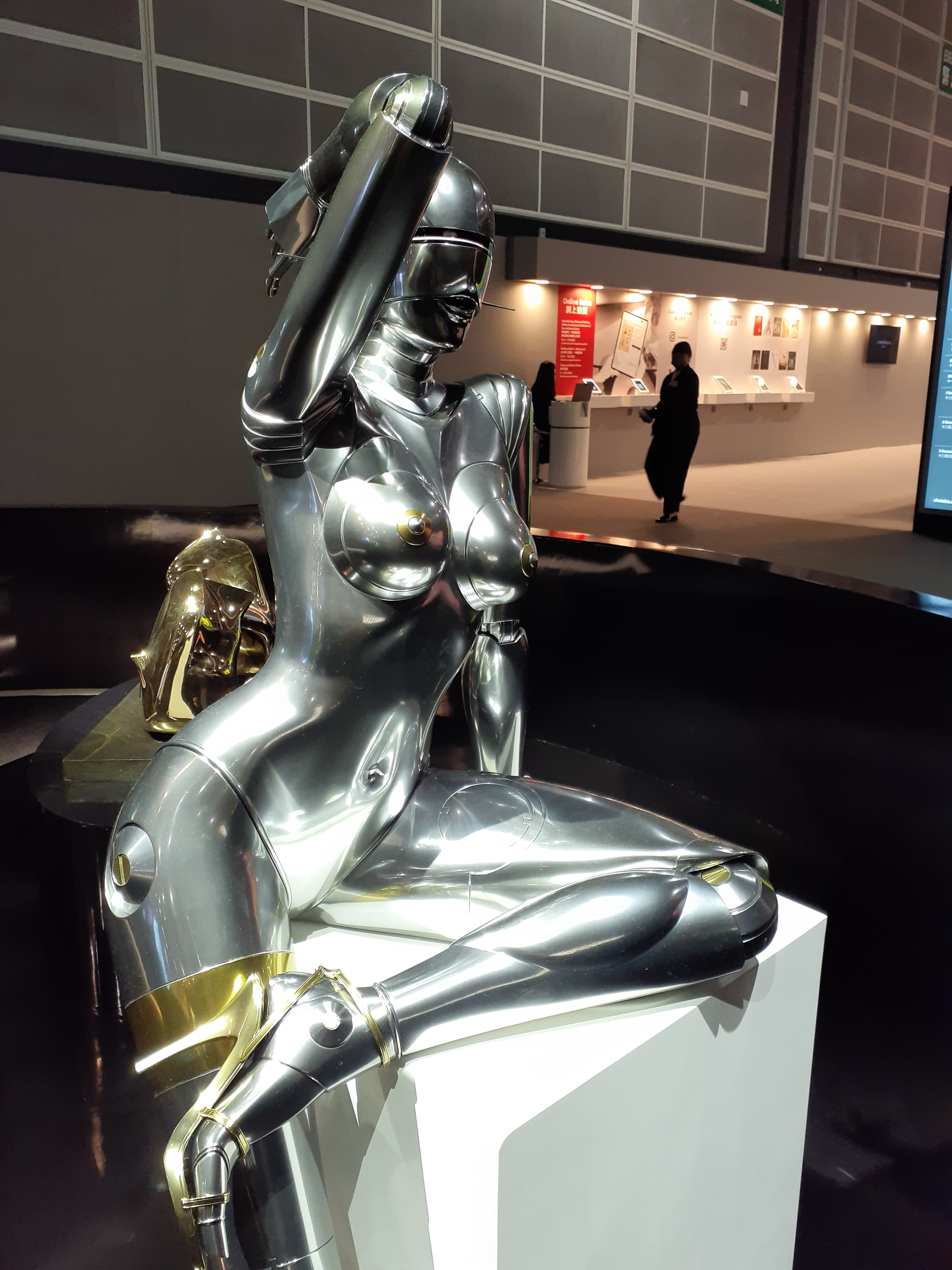
Sexy Robot Model B
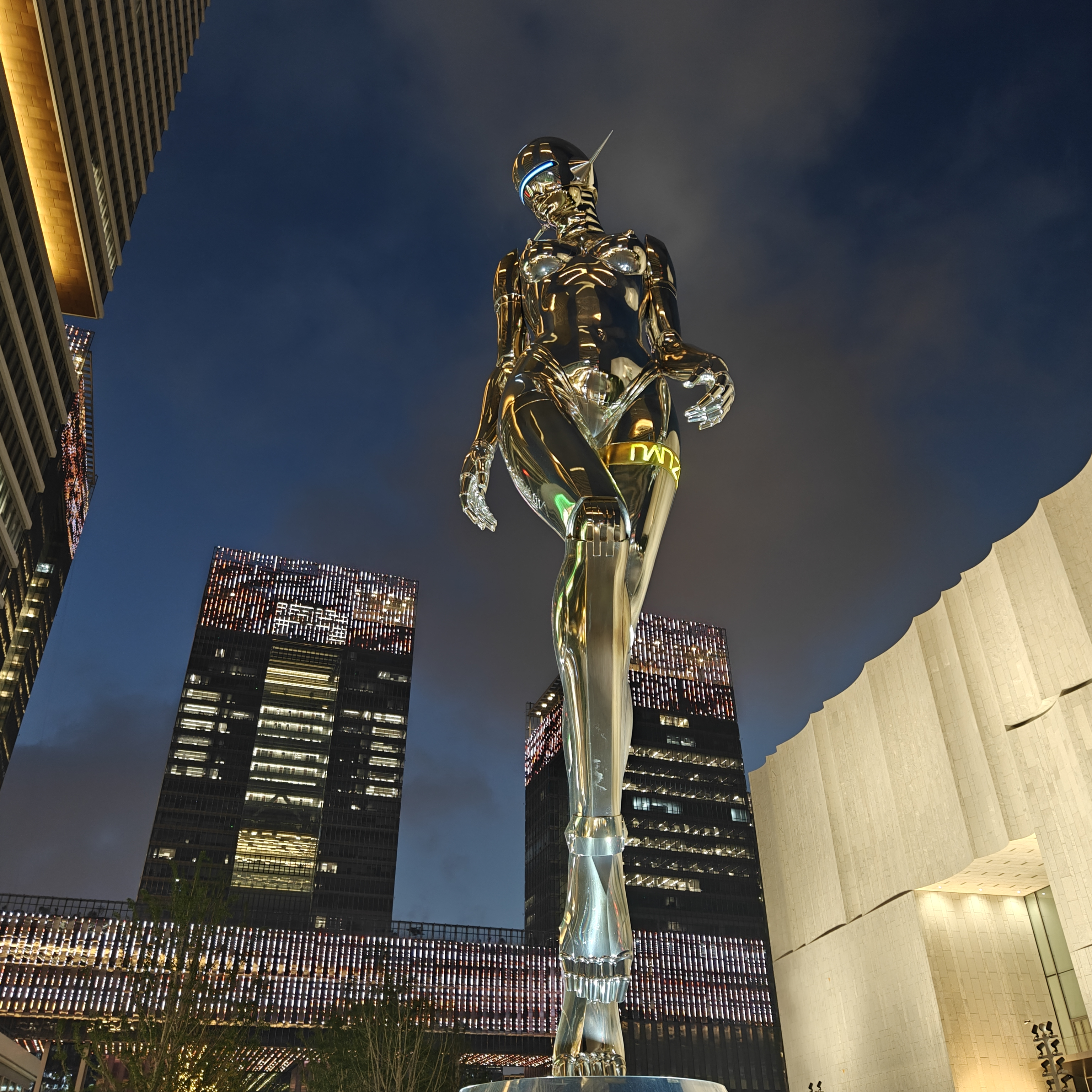
12米雕塑"Sexy Robot Walking in the Space"，2025年展出于上海
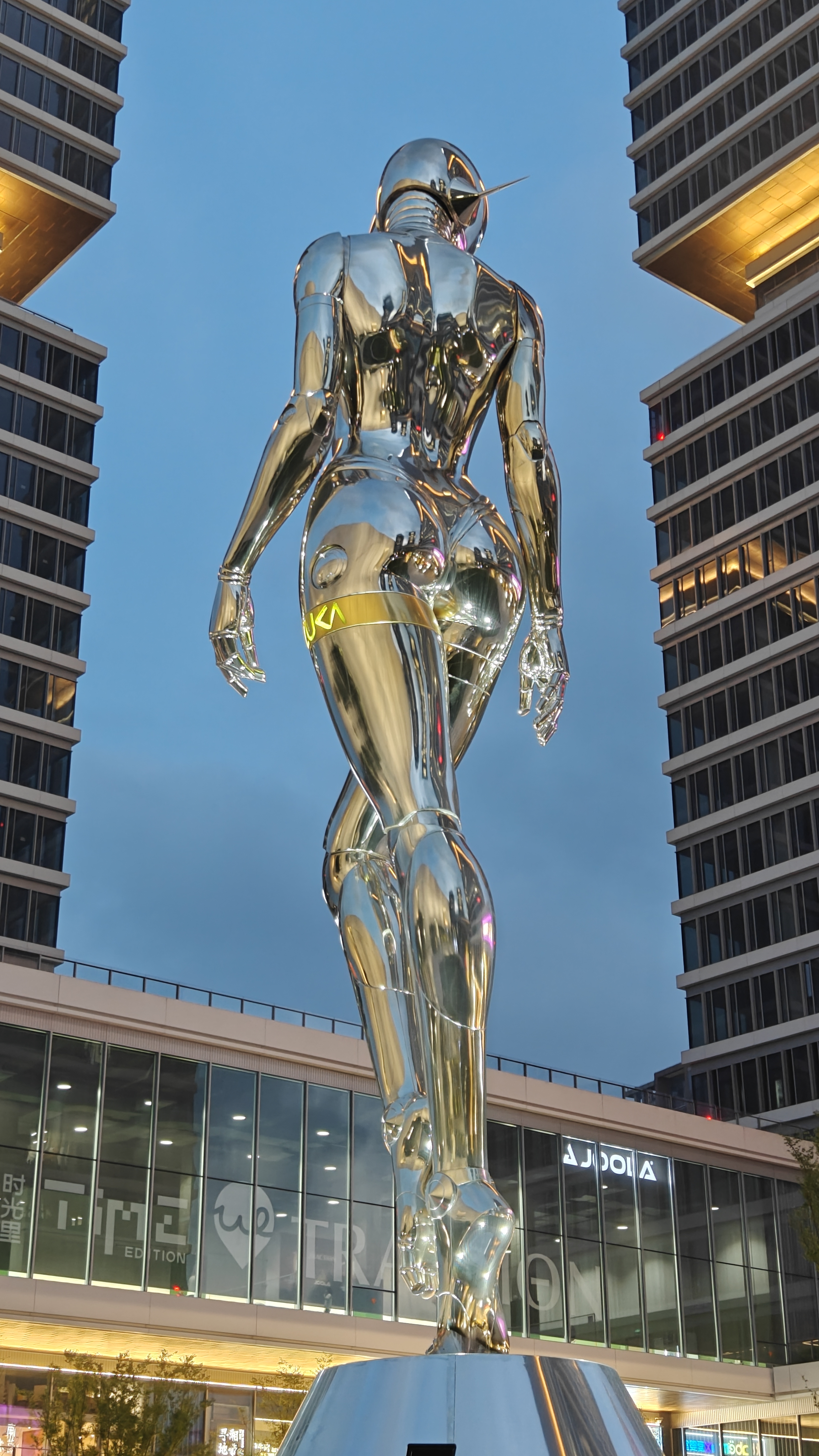
12米雕塑"Sexy Robot Walking in the Space"
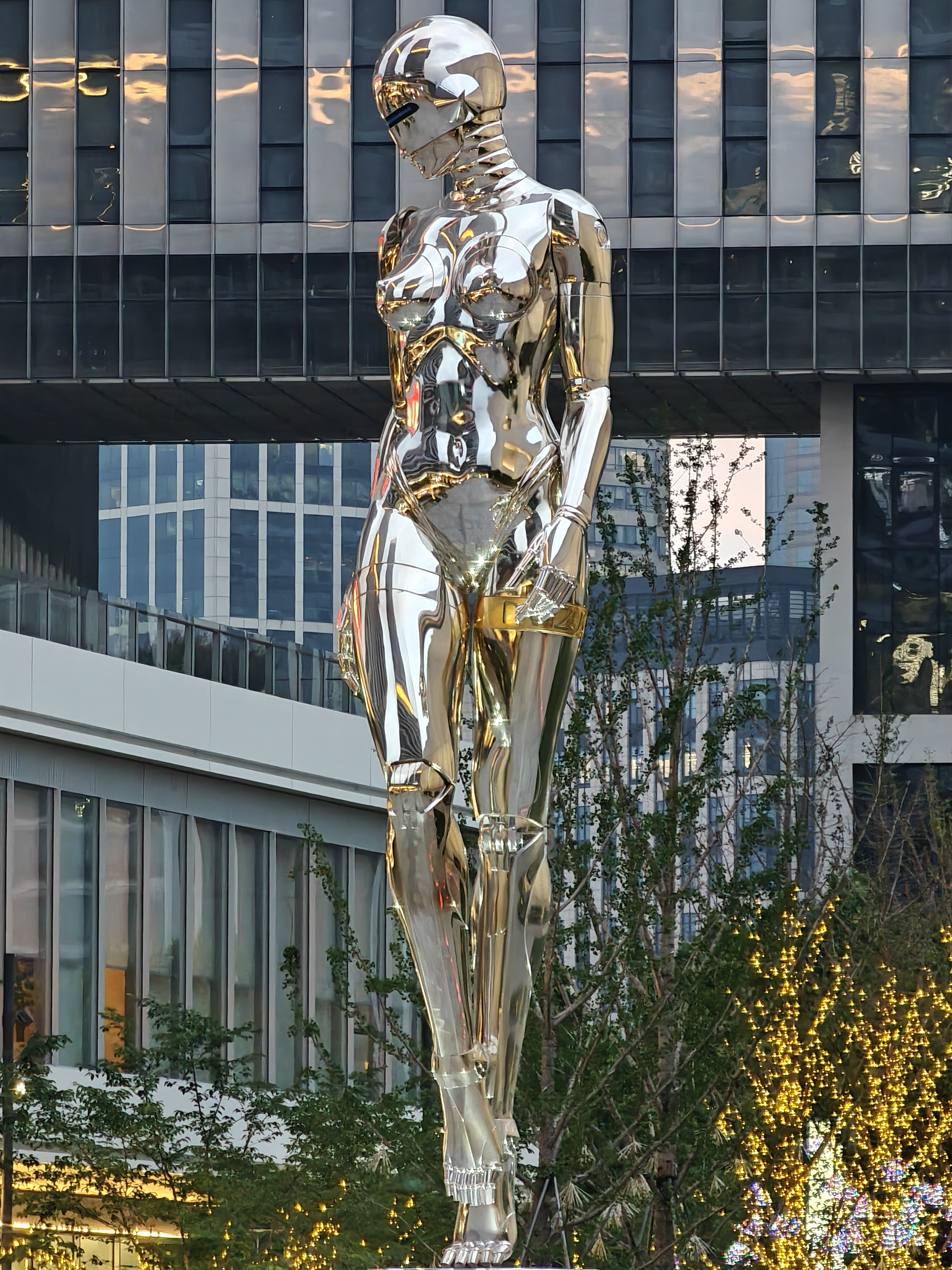
12米雕塑"Sexy Robot Walking in the Space"